# 20025 Petronaviera
20025 Petronaviera este o planetă minoră (asteroid) din centura de asteroizi. A fost descoperită pe 29 februarie 1992 la Observatorul La Silla de Uppsala–ESO Survey of Asteroids and Comets⁠(d). 
Obiectul prezintă o orbită caracterizată de o semiaxă mare de 2,9524294 UAi, o excentricitate de 0,09, o înclinație de 2,42853 ° în raport cu ecliptica.